# Danae (Klimt)
Danae è un dipinto a olio su tela (77x83 cm) realizzato tra il 1907 e il 1908 dal pittore austriaco Gustav Klimt. L'opera è conservata presso la Galerie Würthle di Vienna.

## Descrizione
Klimt affronta un soggetto tratto dalla mitologia greca antica: Danae fu fecondata nel sonno da Zeus, il quale si era trasformato in pioggia d'oro per entrare nella torre dove era rinchiusa. 
L'artista rinuncia alla consueta struttura verticale a favore di uno sviluppo ellittico, giocando con un taglio particolare dell'immagine quasi deformante. Infatti la donna è rappresentata rannicchiata in primo piano, ripiegata su sé stessa, avvolta in una forma circolare, che rimanda alla maternità e alla fertilità universale.

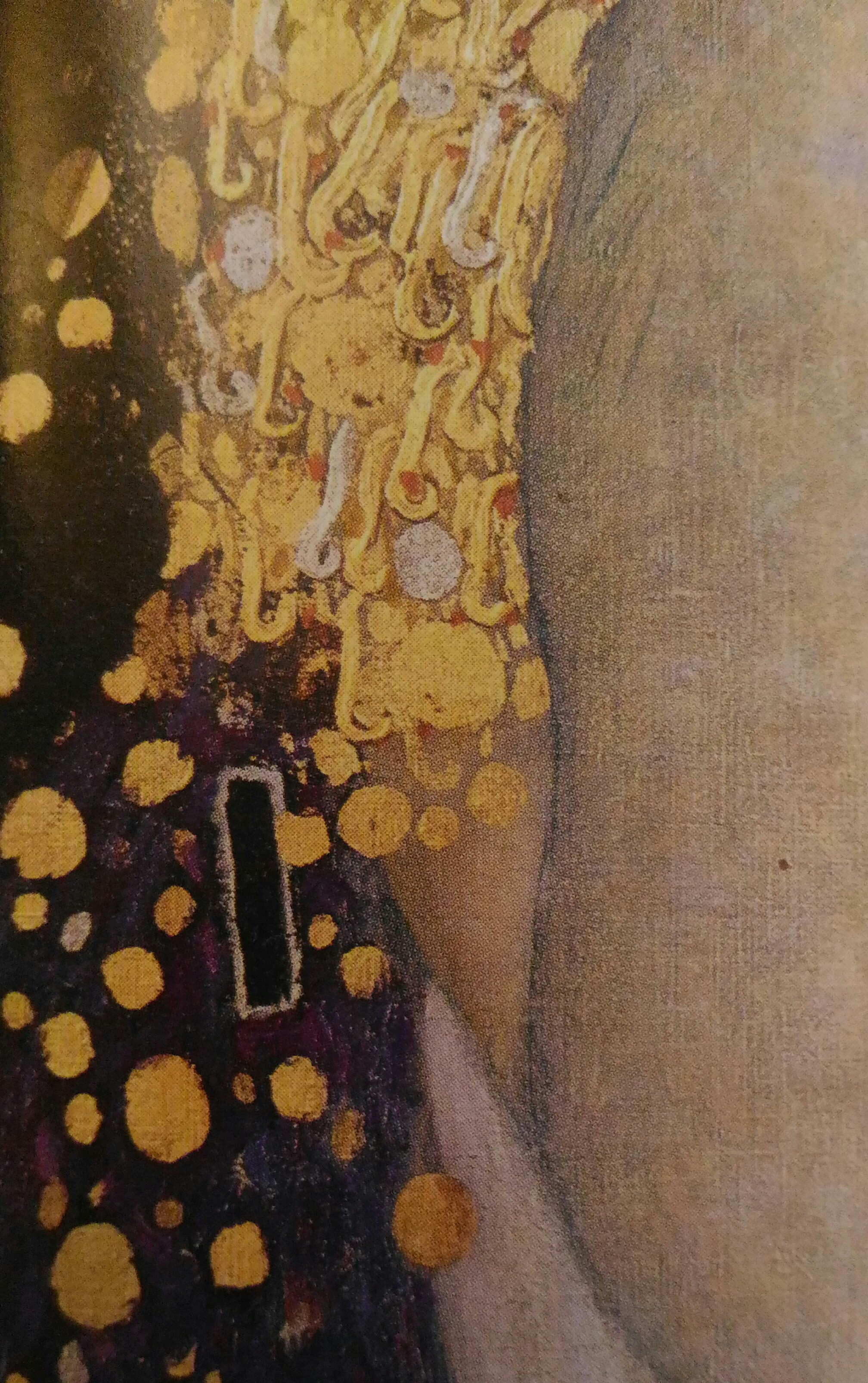
Particolare del rettangolo verticale nero, simbolo maschile

Serenità e pace si leggono sul volto e nella posizione fetale della fanciulla, che non sembra accorgersi del prodigio.
Danae diviene una fanciulla persa nel sonno e nella dimensione onirica, totalmente dimentica di sé e in balìa dei propri istinti sessuali. In questo dipinto di Klimt la donna è interamente identificata con la propria sessualità e in completa autonomia. Il corpo completamente abbandonato di Danae è circondato e ricoperto dai capelli, da un velo orientaleggiante e sulla sinistra da una pioggia d'oro.
Nello scroscio della pioggia d'oro, che riecheggia di preziosismi bizantini, Klimt aggiunge un unico simbolo maschile, proprio vicino ai genitali della donna e mischiato nella pioggia d'oro, un piccolo e astratto rettangolo nero, che rappresenta il principio maschile, come si può vedere in larga forma nel quadro Il bacio.